# Villino Pastorelli
Il villino Pastorelli, già villino Millanta, è un edificio civile situato a Grosseto.

## Contesto urbanistico
L'edificio sorge lungo la via IV Novembre che costituisce il percorso di accesso da nord all'interno della cinta muraria e l'asse principale di collegamento tra la piazza Fratelli Rosselli, centro funzionale e monumentale, e il cuore del centro storico. In origine, il villino risultava quindi esterno alla barriera daziaria detta di Porta Nuova, segnata da una cancellata in ferro che venne demolita solo nel 1924.
Schermato da una fila di alberi, l'edificio risulta arretrato rispetto alla strada e circondato da un resede recintato oggi utilizzato come parcheggio riservato, esteso lateralmente e sul retro lungo il viale Lorenzo Porciatti. Quest'ultima venne creata tramite il riempimento del fossato antistante le mura utilizzando la terra proveniente dagli scavi per le fondamenta del costruendo palazzo della Prefettura e sistemata, insieme con l'alberatura del viale IV Novembre (oggi via Oriana Fallaci) nel 1926, diversi anni dopo la costruzione del villino.

## Storia
L'edificio venne realizzato tra il 1908 e il 1913 dall'architetto Lorenzo Porciatti come residenza familiare del facoltoso agricoltore Millanta. Il materiale da costruzione (mattoni pieni) proveniva dalla fornace San Lorenzo presso Grosseto di proprietà della stessa famiglia Porciatti. L'edificio passò successivamente di proprietà dell'avvocato Pastorelli, del quale conserva la denominazione e, tra il 1942 e il 1943, della famiglia Marangoni, che lo adattò ad albergo-ristorante-dancing "Excelsior", collocando la pista da ballo nell'annesso giardino.
Acquistato nell'immediato dopoguerra dalla Banca Nazionale dell'Agricoltura, subì tra il 1948 e il 1949 consistenti modifiche, tra le quali l'ampliamento della parte posteriore. Negli uffici della banca si conservano due disegni inediti relativi ad un ampliamento dell'edificio con un nuovo corpo laterale, poi non realizzato, che avrebbe occupato parte del giardino. In seguito ha ospitato la Banca Monte dei Paschi di Siena fino al 2013.
Dal 2019 è sede dell'azienda di arredamento e design Fidia.

## Descrizione

### L'esterno
Articolato in diversi volumi su un impianto di forma mistilinea, il villino si presenta come un interessante quanto attardato esempio di architettura neogotica.
Interamente realizzato in mattoni ed impreziosito da numerosi inserti decorativi in pietra che creano una raffinata bicromia con il paramento in laterizio, l'edificio si articola in tre episodi principali: il corpo centrale, di impianto rettangolare, caratterizzato dalla serie di tre arcate a pian terreno e dal lungo loggiato al primo piano sostenuto da mensoloni con testata decorata e scandito da esili colonnine binate sormontate da un fregio ad archetti polilobati; la torretta angolare, a pianta quadrata, elevata su tre piani fuori terra e conclusa dal coronamento merlato; il corpo laterale, coperto a capanna e sormontato da pinnacoli a similitudine di una cappella medievale, nel quale è particolarmente ravvisabile quel neogoticismo di impronta «anglosassone» rilevato dalla critica.
L'ala è preceduta verso la strada da un bovindo poligonale coperto a terrazza sulla quale si apre, all'interno di un grande arco strombato, una portafinestra tripartita.

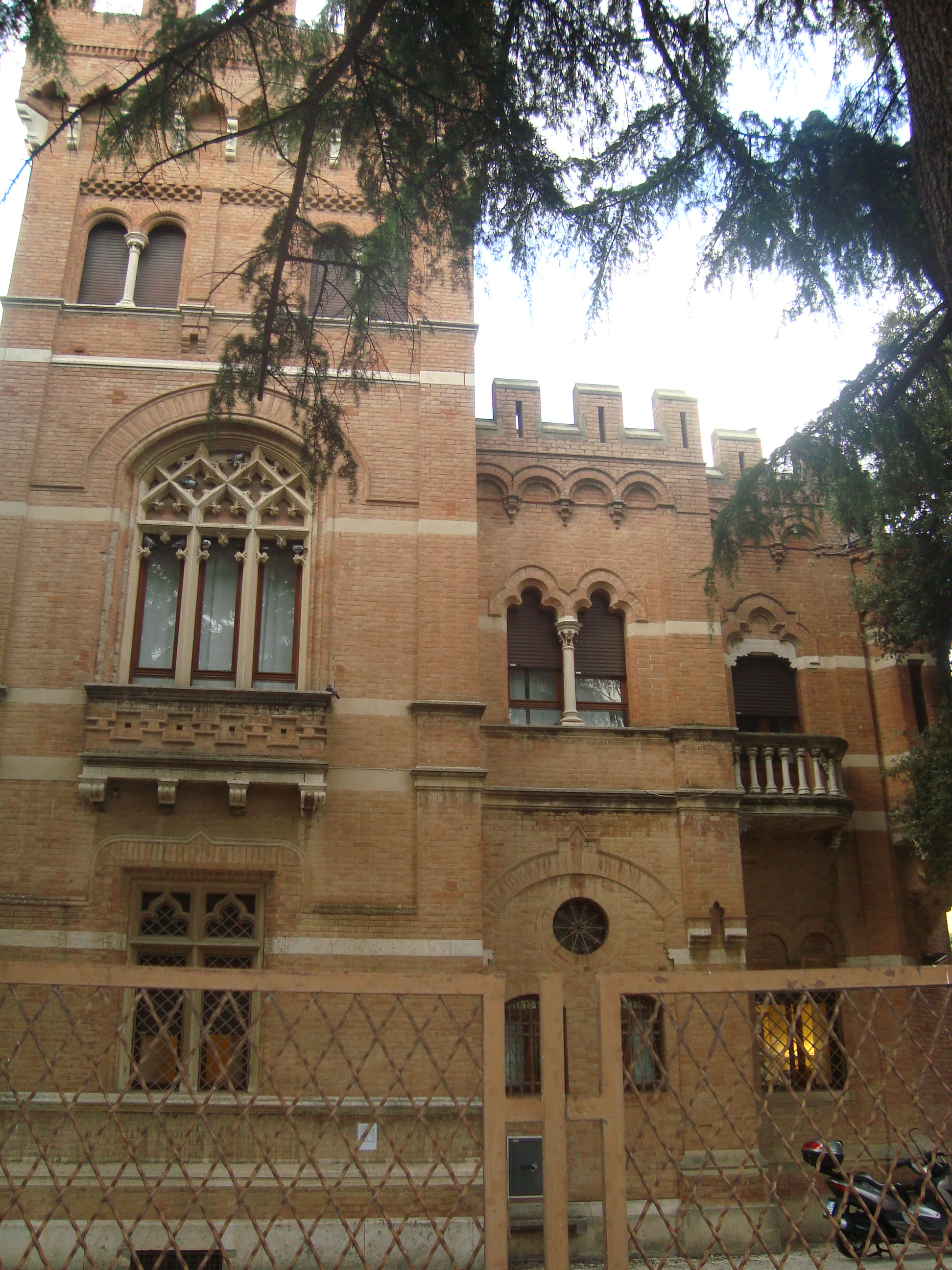
Villino Pastorelli facciata sud

L'uso sapiente della tessitura del paramento in laterizio, raggiata intorno alle aperture e con inserti a dente di sega, caratterizza fortemente in chiave neomedievale l'edificio, mentre il richiamo al gotico è ribadito dalle merlettature dei preziosi inserti in pietra nelle finestre a bifora e a trifora.
Oltre la torretta quadrata, il fronte laterale verso viale Porciatti è articolato in altri due piccoli corpi — il primo rettangolare ed il successivo esagonale con torretta pensile — posti a scalare, che fungono da collegamento con la parte posteriore dell'edificio, quest'ultima connotata in maniera decisamente più dimessa. Privo di inserti in pietra e di altri elementi decorativi, il fronte posteriore presenta infatti un paramento omogeneo aperto da due accessi a pian terreno e da una serie di finestre centinate di varie dimensioni, tra le quali spicca il lungo finestrone concluso ad arco acuto che illuminava il corpo del vano scala principale, attualmente risulta tagliato a metà altezza per ricavarne uffici.

### L'interno
L'interno del villino, nel quale proseguiva la caratterizzazione neo-gotica dell'esterno, è stato infatti profondamente alterato e penalizzato dalla attuale destinazione funzionale, in forza della quale non soltanto ben poco è stato salvato delle decorazioni e dei materiali preesistenti, ma per ragioni di spazio sono state compiute radicali modifiche che hanno stravolto la struttura originaria. Sul retro, infatti, il vano con l'ampia scalinata a due rampe in marmo con balaustrata a colonnine in pietra serena, che costituiva l'ingresso principale ai locali di abitazione posti al primo piano, è stato tagliato da un solaio ed è attualmente usato come magazzino; il lungo locale superiore, così ricavato e destinato all'Ufficio Sviluppo, conserva le volte a crociera su peducci che costituivano la copertura del vano scala stesso, ma la totale imbiancatura dell'ambiente ha cancellato altre eventuali decorazioni.
Resa inutilizzabile la scalinata principale, il collegamento tra i piani è dato da una stretta scala a quattro rampe posta sul retro del salone al pubblico, che presumibilmente doveva costituire la scala di servizio.
L'attuale salone al pubblico, con ingresso da via IV Novembre, niente conserva delle decorazioni dell'ex-salone per i ricevimenti, in origine dotato anche di un palco per la musica, né è oggi identificabile la «bella sala affrescata» presente in origine. Ai piani superiori, dove gli ambienti sono distribuiti da uno stretto corridoio, sono ancora presenti gli infissi in legno originali, interni ed esterni, mentre si è proceduto alla quasi totale sostituzione delle pavimentazioni. Tratti originali della costruzione sono ancora visibili nel locale sottotetto della torretta, con pavimento in mattonelle esagonali in grès ceramico di colore rosso, e, a pian terreno, nella «cappella laterale», sulla sinistra del salone per il pubblico: chiusa verso la strada dalla parete finestrata del bovindo, la cappella conserva la pavimentazione in mattonelle in graniglia colorata con motivi geometrici e la notevole mostra in legno intagliato di un portale che immette in una piccola stanza attigua.
La precisa volontà di ricreare un ambiente goticheggiante di ispirazione anglosassone, già evidente all'esterno, si ritrova all'interno del vano nella copertura a volta, a spicchi separati da nervature per la nicchia del bovindo, che viene così a configurarsi così come una sorta di abside, e divisa in tre settori a crociera con archetti pensili e peducci a parete per il resto della sala.

## Critica
Il villino Pastorelli è ritenuto tra le opere migliori dell'architetto Lorenzo Porciatti, il più importante tra gli operatori locali e il maggior rappresentante della cultura eclettica e poi liberty nel grossetano, il quale nel linguaggio neogotico adottato per quest'opera sembra denunciare la suggestione di esperienze artistiche d'oltralpe.
L'impressione di un neogotico «di tradizione anglosassone» è particolarmente evidente in alcune foto d'epoca antecedenti al 1926, quando l'edificio non risultava ancora schermato sulla strada dalla fila di alberature che attualmente ne nascondono la mole. Quattrocchi (2006) definisce la villa come un «fiabesco castelletto in cui si dispiega a profusione un repertorio goticheggiante di giusto piuttosto anglosassone, riscontrabile anche nell'articolata planimetria che sembra rifarsi direttamente agli esempi della "domestic architecture" inglese».